# Golonka

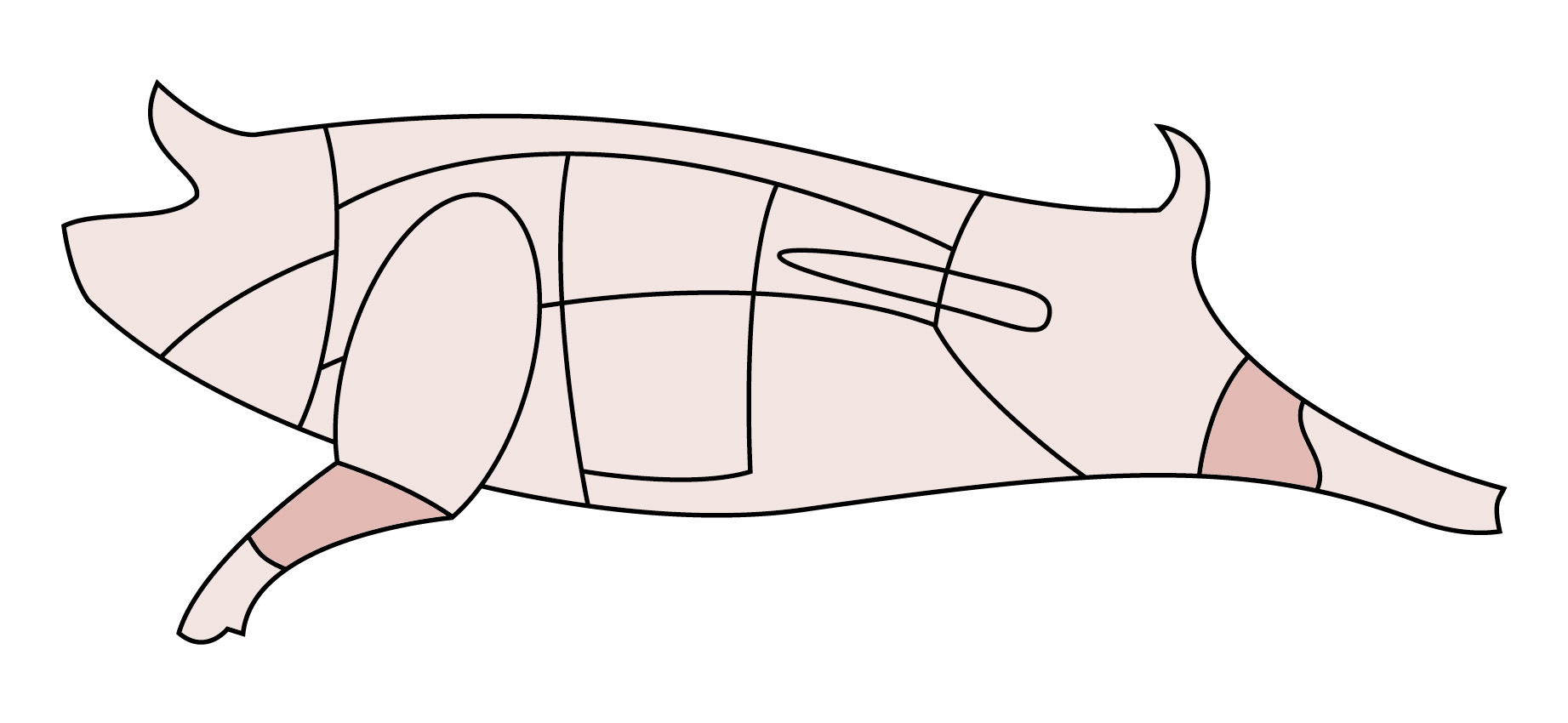
Położenie golonek

Golonka – mięso z kością, fragment nogi przedniej lub tylnej, pozyskiwane z tuszy wieprzowej.

## Golonka tylna wieprzowa
Odcięta od szynki na wysokości 1/3 kości goleni, licząc w dół od stawu kolanowego. Noga odcięta powyżej stawu skokowo – goleniowego; guz piętowy pozostawiony przy nodze. Golonka zawiera: 2/3 kości goleniowych (strzałkowej i piszczelowej) bez nasady dolnej; główne mięśnie: prostowniki i zginacze palców.

## Golonka przednia wieprzowa
Odcięta od łopatki na wysokości stawu łokciowego tak, aby podramię bez części wyrostka kości łokciowej i bez nasady dolnej kości podramienia pozostało w golonce. Noga przednia odcięta tak, aby kości nadgarstka pozostały przy niej. Golonka zawiera nasadę dolną kości ramiennej i kości podramienia (łokciowa i promieniowa) bez części wyrostka łokciowego, kości łokciowej pozostałego przy łopatce. Główne mięśnie: prostowniki i zginacze palców.

## Charakterystyka organoleptyczna
Powierzchnia czysta, nie zakrwawiona, bez przekrwień, zmiażdżonych kości. Nie dopuszcza się oślizłości, nalotu pleśni, części rozmrożone mogą być wilgotne. Barwa mięśni jasnoróżowa do czerwonej, dopuszcza się zmatowienia. Barwa tłuszczu biała z odcieniem kremowym lub lekko różowym, w przypadku mięsa i tłuszczu mrożonego dopuszcza się nieznaczne zszarzenie barwy na powierzchni. Zapach swoisty, charakterystyczny dla mięsa świeżego, bez oznak zaparzenia i rozpoczynającego się psucia, niedopuszczalny zapach płciowy. Przeciętna waga: 0,25-0,4 kg.